# Julita (Suécia)
Julita gård (vulgarmente conhecida como Julita;  pronúncia de Julita) é uma grande propriedade rural com uma mansão senhorial, situada a 25 km da cidade de Katrineholm, na província histórica da Södermanland, junto ao lago Öljaren. Hoje em dia, alberga um museu da agricultura – com cultura de maçãs, de plantas de flor, e de ruibarbo, e incluindo ainda uma fábrica de laticínios, uma estação de bombeiros e uma fábrica de tijolo.

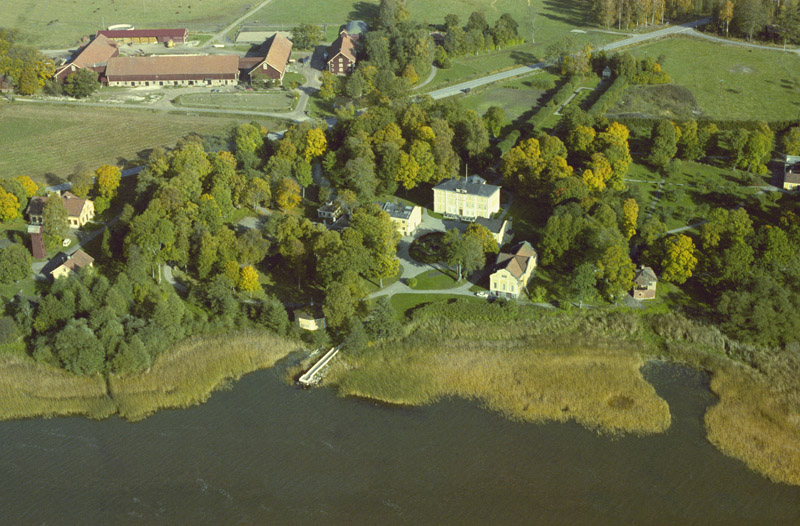
Julita gård, em 1991
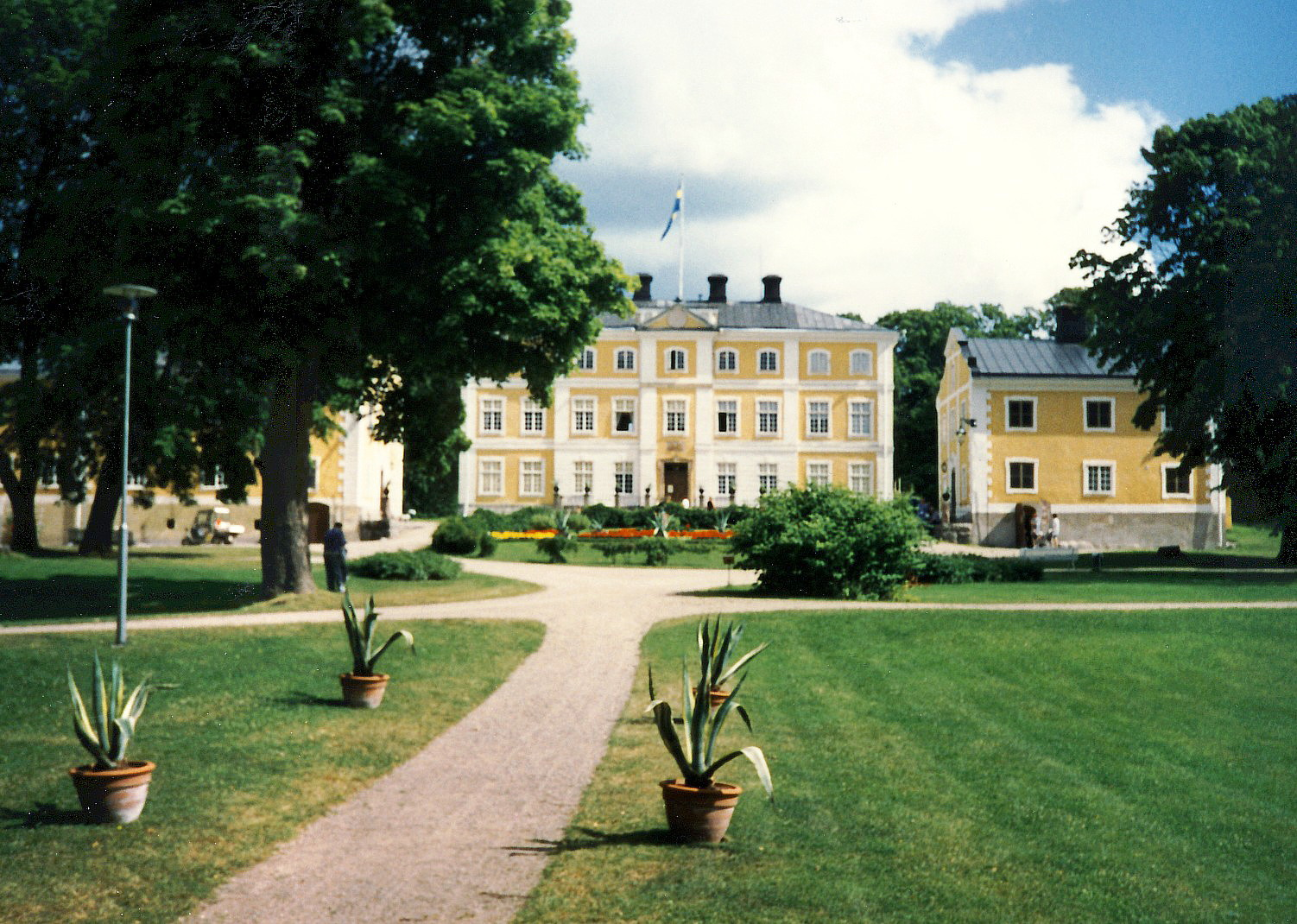
Julita gård, em 1996
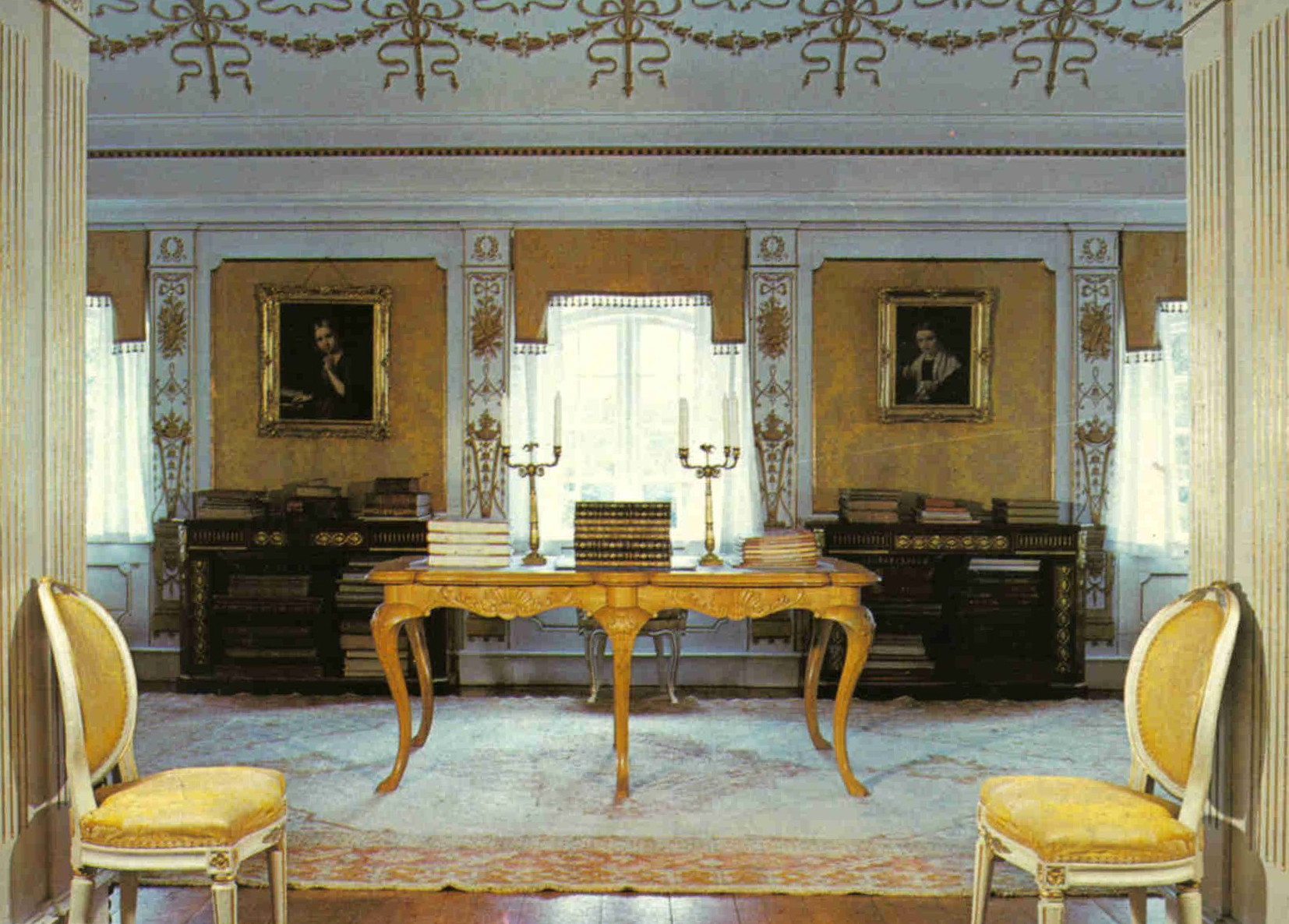
A biblioteca, em 1967
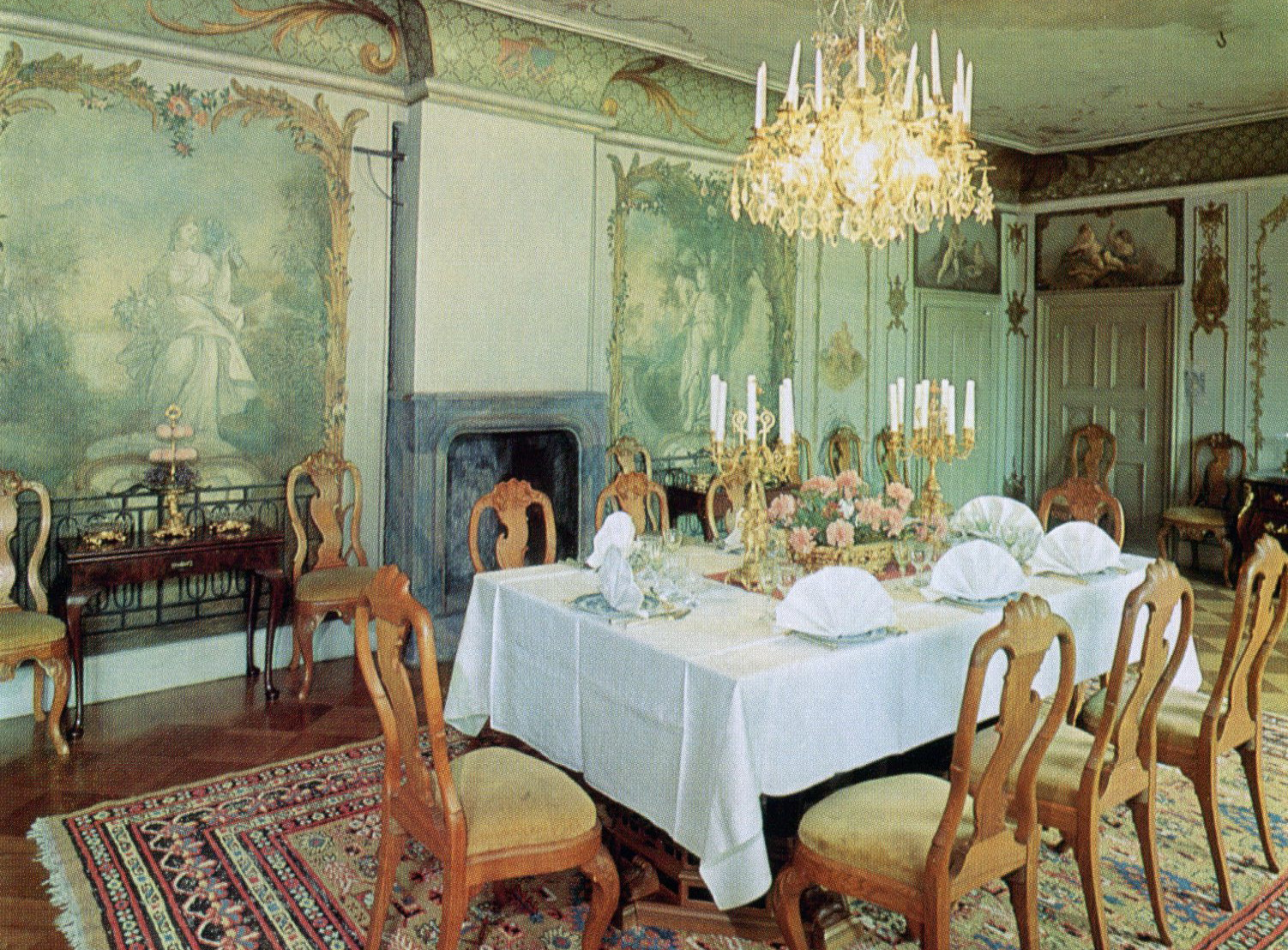
A sala de jantar, em1967